# لنگتون لانگ بلندفورد
لنگتون لانگ بلندفورد (به انگلیسی: Langton Long Blandford) یک روستا و محله مدنی در بریتانیا است که در North Dorset واقع شده‌است.